# Henri de Rothschild
Henri James Nathaniel Charles, Baron de Rothschild (26 de julio de 1872 - 12 de octubre de 1947) fue un dramaturgo francés que escribió bajo los seudónimos André Pascal, Charles des Fontaines y P.-L. Naveau. También es mencionado como médico (aunque en realidad nunca ejerció la medicina), filántropo y empresario.

## Semblanza
Henri descendía de la rama inglesa de la familia Rothschild, y era hijo de James Edouard de Rothschild (1844-1881) y de Thérèse von Rothschild (1847-1931). Su abuelo paterno fue Nathaniel de Rothschild, originario de Londres, fundador de la rama vinícola francesa de la familia.
Estudió medicina y financió varios hospitales, incluido el de Berck con su capilla decorada por el pintor Albert Besnard y la escultora Charlotte Besnard. También financió la investigación de Pierre y Marie Curie. Como empresario, fundó varias industrias, desde la fábrica de automóviles Unic, que terminaría siendo absorbida por Iveco, hasta una fábrica de jabón.
Apasionado por el teatro, dirigió el théâtre Antoine e hizo construir el théâtre Pigalle como homenaje a su amante Marthe Régnier, lo que provocó un escándalo en la época. Fue dramaturgo bajo los seudónimos de Charles Des Fontaines y André Pascal.
Se casó en 1895 con Mathilde Sophie Henriette von Weissweiller (1872-1926). Tuvieron tres hijos:
- James-Henri de Rothschild (1896-1984), quien se casó, en 1923, con Claude Dupont (1904-1964) y luego, en 1966, con Yvette Choquet (nacida en 1939)
- Nadine de Rothschild (1898-1958), que se casó en 1919 con el Sr. Adrien Thierry (1885-1961)
- Philippe de Rothschild (1902-1988), que se casó en 1935 con Elisabeth Pelletier de Chambure (1902-1945) y, en 1954, con Pauline Fairfax Potter (1908-1976)

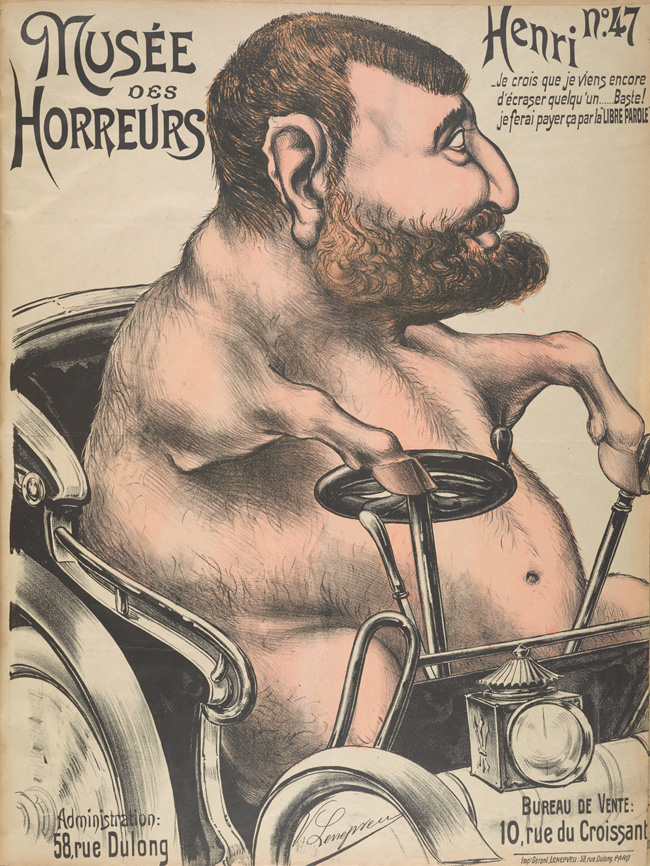
Caricatura antisemita de la revista Musée des Horreurs aludiendo a un accidente causado por un automóvil perteneciente a Henri de Rothschild (1900)

Entre 1896 y 1900 fue blanco de los comentarios antisemitas del periodista Raphaël Viau en La Libre Parole, publicación propiedad de Édouard Drumont, aunque ambos fueron finalmente condenados por sus ataques difamatorios.
Conocido como "Doctor Pascal" en su etapa como piloto de carreras, ganó en 1900 la tercera edición de la competición de la costa de Chanteloup (disputada al noroeste de París) al volante de un Daimler de 24 hp. También contrató a pilotos profesionales para conducir sus coches, como durante la Semana del Automóvil de Niza en la que contó con Wilhelm Bauer (mortalmente accidentado en el ascenso a la La Turbie en 1900); o Wilhelm Werner al volante de los deportivos Daimler o Benz de su propiedad. El Domaine de Rothschild organizó su propio evento tres veces entre 1928 y 1930, ganado por René Dreyfus y Louis Decaroli. En julio de 1905 ganó la carrera de turismos de Aix-les-Bains en un Mercedes 60 hp, y fue miembro de la Academia de los Deportes de Francia durante la década de 1900.
Henri de Rothschild comenzó residiendo en el número 33 de la rue du Faubourg Saint-Honoré, un inmueble que vendió a la Sociedad del Círculo de la Unión Interaliada (que sigue siendo su sede hoy en día), antes de mudarse al château de la Muette en 1922, que había sido construido entre 1912 y 1922 por el arquitecto Lucien Hesse.
El 21 de junio de 1914, a las dos de la mañana, después de haber asistido a una gala en la Ópera con el doctor Zadoc-Kahn, Henri de Rothschild fue víctima de un atentado en el bulevar de las Capuchinas, al nivel de la calle Eduardo VII. El lechero Pierre Prudon, arruinado por la Obra Filantrópica de la Buena Leche (consistente en la venta a bajo precio de leche en los barrios humildes de París), le disparó varios tiros de revólver, uno de los cuales le dio en la cadera, pero el Barón logró escapar con vida.
Durante la guerra de 1914-1918 fabricó grandes cantidades de un ungüento ceroso de resina de ámbar y parafina, creado para tratar su propio reumatismo por el médico naval Edmond Barthe de Sandfort, que servía para aliviar a los soldados de los dolores de sus quemaduras.
También poseía una casa de campo en el bosque de Rambouillet, la abadía de Vaux-de-Cernay, y el Domaine de Baudouvin en 1926. Esta finca, ahora propiedad del municipio de La Valette-du-Var, está categorizada como un jardín notable. Su finca de caza en Fréteval, Le Chalet du Loir, se encuentra actualmente en muy malas condiciones.
Durante su vida, tuvo una calle que llevaba el nombre de uno de sus muchos seudónimos: la rue André-Pascal en el XVI Distrito de París.